# کفشک اروپایی
کفشک اروپایی (نام علمی: Platichthys flesus) نام یک گونه از زیرخانواده راست‌رویان است.